# 松本篤
松本 篤（まつもと あつし、1955年3月10日 - ）は、日本の政治家。香川県小豆島町長（1期）を務めた。

## 来歴
1977年（昭和52年）3月、立命館大学理工学部卒業。同年4月、香川県内海町役場に入庁。
2006年（平成18年）3月21日、内海町は池田町と対等合併し、小豆島町が誕生。同町の副町長を務める。
2018年（平成30年）2月6日、任期満了に伴う小豆島町長選挙に立候補する意向を表明。同年4月15日に行われた町長選挙に立候補し、会社役員の薮脇元嘉を破り初当選した。4月23日、町長就任。
2022年（令和4年）4月17日投開票の町長選挙で再選を目指すが、元町職員の大江正彦に敗れ落選。

## 町政
- 2021年（令和3年）3月19日、小豆島町と土庄町はそろって、LGBTなど性的少数者のカップルが婚姻に相当する関係にあると認める「パートナーシップ宣誓制度」を導入すると発表した。同制度は同年4月1日に導入された[4][5][6]。